# Aistulf
Aistulf lub Astolf (ur. ? – zm. 756) – książę Friuli (744–749), król Longobardów (749–756) i książę Spoleto (751–756). Jego ojcem był książę Pemmo.
Po tym jak jego brat Ratchis został królem, Aitsulf zastąpił go we Friuli. Później zastąpił go jako król, gdy Ratchis abdykował i wstąpił do klasztoru. Aitsulf kontynuował politykę ekspansji i wypadów przeciw papiestwu oraz bizantyjskiemu egzarchatowi Rawenny. W 751 zdobył Rawennę i zagroził Rzymowi, żądając podatku pogłównego.
Papież zwrócił się o pomoc do karolińskich majordomów Austrazji, faktycznych władców królestwa Franków. W 741 papież Grzegorz III poprosił Karola Młota o interwencję, lecz ten był zbyt zajęty gdzie indziej i odmówił. W 753 papież Stefan II odwiedził syna Karola Młota Pepina Krótkiego, który został ogłoszony królem Franków w 751 za zgodą papieża Zachariasza. W podziękowaniu za poparcie papieskie dla koronacji, Pepin przekroczył Alpy, pokonał w 756 roku Aistulfa i nadał papieżowi ziemie, które Aistulf wydarł ducatus Romanus i egzarchatowi (Emilia-Romania i Pentapolis).
Aistulf zmarł na polowaniu w 756. Jego następcą został Dezyderiusz jako król Longobardów i Alboin jako książę Spoleto. Księstwo Friuli przekazał swemu szwagrowi Anzelmowi, opatowi Nonantoli, którego siostrę Gisaltrudę poślubił, gdy w 749 został królem.